# Гръцка драхма
Драхмата (на гръцки: Δραχμή) е национална разплащателна единица на Гърция и официално парично средство в страната  до 31 декември 2001 г. , когато е заменена с еврото. 
Думата „драхма“ идва от глагола δράττω (вземам, стискам в юмрук нещо). В древността една драхма се е деляла на 6 обола (οβολός).

## История

### Антична драхма
Древна драхма маркирала мярката на теглото и единицата сребро, по-рядко мед или злато (по времето на Птолемей). Тя е била използвана в цялата елинистична култура и е била използвана от много градове. Първите екземпляри датират от 6 век преди Новата Ера и са изобразени снимки на животни, които са били най-често срещаните символи на градовете. Поради техниката на коване, драхмите обикновено са били изпъкнали отгоре и плоски на отзад. Изпъкналата част е релефна. Ковачите на монетите са показвали висока степен на умение и художествена изработка. Древногръцката система за монетосечене се е основавала на азиатския талант за сребро, който се е състоял от около 30,25 кг сребро. Той е бил разделен на 60 мини, които са били допълнително разделени на 50 статери. Античната мина е съдържала 425 грама сребро. В допълнение към монетите от 1 драхма в източните краища са били ковани тетрадрахмите (4 драхми), докато в Голяма Гърция (Южна Италия и Сицилия) дидрахмите (2 драхми) са били в стандартна употреба. Декадрахмите (10 драхми) или октадрахмите (8 драхми) рядко са били изработвани в злато през елинистическата епоха на Птолемей. Хемидрама (половин драхма) и 1 трибол (монета на стойност 3 обола) са били често срещани.

### Съвременна драхма
Съвременната гръцка драхма (на гръцки: Eλληνική δραχμή) е бившата национална валута на Гърция. Дели се на 100 лепти. ISO кодът на валутата е GRD. Съвременната драхма е въведена през 1831 г. като гръцка национална валута. Тя заменя гръцкия феник, който е първата национална валута на независима Гърция (1828 – 1831).
През 1868 г. е започнато монетосечене според нормите на Латинския валутен съюз, като монетите от 1, 2, 5 и 10 лепти са били изработени от мед; монетите от 20 и 50 лепти, 1, 2, 5 драхми – от сребро, а монетите от 5, 10, 20, 50, 100 драхми – от злато
След плебисцита от 1935 г. и възстановяването на монархията през 1954 г. видът на монетите отново е променен. Монетите с номинална стойност от 5, 10, 20 лепти са изсечени от алуминий, а монетите от 50 лепта, 1, 2, 5, 10 драхми са изработени от медно-никелова сплав. През 1960 г. е издадена сребърна монета от 20 драхми.
През 2001 г. Гърция се присъединява към Европейския валутен съюз, две години след основаването си. Валутният курс на драхмата е обвързан с еврото на 340 750 драхми = 1 евро. През 2002 г., заедно с други държави от еврозоната, Гърция изтегля банкнотите и монетите си от тиражната борса и въвежда еврото. Символът на лептата все още се използва в Гърция като знакът за Евроцент и е изписан на гърба на гръцките евромонети.